# Setodes crossotus
Setodes crossotus är en nattsländeart som beskrevs av Martynov 1935. Setodes crossotus ingår i släktet Setodes och familjen långhornssländor. Inga underarter finns listade i Catalogue of Life.